# تپه دم‌شران (۱)
تپه دم شران (۱) مربوط به عصر مس است و در شهرستان دره‌شهر، زرین‌دشت، ۲ کیلومتری شمال غرب روستای اسلام‌آباد واقع شده و این اثر در تاریخ ۳۰ بهمن ۱۳۸۶ با شمارهٔ ثبت ۲۱۰۰۷ به‌عنوان یکی از آثار ملی ایران به ثبت رسیده است.